# David Perović
David Perović (Szabadka, 1985. augusztus 14. –) szerb-magyar labdarúgó, jelenleg az NB III-ban szereplő Dorogi FC játékosa. Középpályásként játszik.

## Pályafutása
Perović az FC Baćka csapatában kezdte pályafutását, majd az FK Senta csapatába igazolt. Magyarországra szerződése előtt a Radnički Bajmok csapatában játszott. 2011-ben igazolt az akkor NB II-es Dunaújváros PASE csapatába, ahol első szezonjában kiestek a harmadosztályba, Perović 21 meccsen lépett pályára, ebből 19-szer kezdőként, és 3 gólt szerzett. A következő szezonban a csapat az NB III Dráva csoportjában játszhatott, Beleuc 20 meccsen 10 gólt lőtt, játszott az osztályozón is, ezzel segítve azt, hogy a csapat rögtön visszajutott az átszervezett másodosztályba. A Böőr Zoltán és Milinte Árpád nevével fémjelzett dunaújvárosi csapat rögtön feljutott a másodosztályból is, de Perović nem játszott annyit, mint korábban, 17 meccsen lépett pályára, minden alkalommal csereként. Ezért nem tartott a csapattal az NB I-be: a harmadosztályú Dorogi FC szerződtette.

## Külső hivatkozások
- Transfermarkt
- HLSZ
- MLSZ